# Gai Petroni Ponci Nigrí
Gai Petroni Ponci Nigrí (llatí: Caius Petronius Pontius Nigrinus) va ser un magistrat romà. Possiblement el seu nom era Gai Ponci Níger (Caius Pontius Niger) i va ser adoptat per Gai Petroni, cònsol l'any 25, que pertanyia a la gens Petrònia.
Va ser cònsol l'any 37 amb Gneu Acerroni Pròcul, any en què va morir l'emperador Tiberi. El mencionen Dió Cassi, Suetoni i Tàcit.